# Farol da Ponta dos Rosais
Der Farol da Ponta dos Rosais ist ein nicht mehr genutzter Leuchtturm an der Nordwestküste der portugiesischen Azoreninsel São Jorge. Er wurde 1958 in Betrieb genommen. Durch die Erdbeben von 1964 und 1980 wurde der Leuchtturm beschädigt.

## Lage und Beschreibung
Der Farol da Ponta dos Rosais liegt im Kreis Velas, ca. 13 Kilometer nordwestlich der gleichnamigen Inselhauptstadt Velas und ca. sieben Kilometer vom nächsten Ort, der Gemeinde (Freguesia) Rosais, entfernt. Er steht auf der Steilküste von Ponta dos Rosais in einem Naturschutzgebiet in einer Höhe von gut 250 Metern.
Der Turm ist ein runder, unverputzter Betonturm mit acht senkrechten Rippen und einer darüber befindlichen Galerie. Die Laterne wurde entfernt. Am Fuß des Leuchtturms befindet sich ein u-förmiger, einstöckiger Gebäudekomplex für die Leuchtturmwärter und ihre Familien einschließlich Technikgebäude. Die Gebäude sind ebenfalls unverputzt. Die Höhe des Leuchtturms beträgt 27 Meter. Das Gelände ist zugänglich, der Turm selber ist nicht zugänglich.
Das Leuchtfeuer ist unter der internationalen Nummer D-2683 und der nationalen Kennnummer 789 registriert und befindet sich in einer Höhe von 283 Metern. Die Kennung besteht aus zwei weißen Lichtern, die sich alle zehn Sekunden wiederholen. Die Tragweite beträgt rund acht Seemeilen (knapp 15 Kilometer).

## Geschichte
Planungen für einen Leuchtturm auf der Ponta dos Rosais gehen auf das Jahr 1890 zurück, der Bau begann jedoch erst 1957 und der Leuchtturm wurde am 1. Mai 1958 in Betrieb genommen. Der Turm war zunächst mit einer Optik 3. Ordnung mit einer Brennweite von 500 mm und einer 3000-W-Lampe ausgestattet. Die Stromversorgung erfolgte über Stromaggregate, die Drehung der Optik über Elektromotoren.
Aufgrund des Erdbebens von Rosais am 16. Februar 1964 musste das Leuchtturmpersonal und ihre Familien zwei Tage später evakuiert werden. Die durch das Beben entstandenen Schäden – Beschädigung des Rotationsmechanismus, ausgelaufenes Quecksilber, Risse im Gebäude, durch Felsbrocken versperrte Zufahrtsstraße – wurden behoben und der Betrieb am 12. März wieder aufgenommen.
Am 1. Januar 1980 wurde der Leuchtturm erneut von einem Erdbeben in Mitleidenschaft gezogen. Alle Systeme wurden beschädigt, wieder wurde das Personal evakuiert. Der Leuchtturm wurde auf einen Notbetrieb umgestellt und mit Gas sowie Solarenergie weiter betrieben. Ein anschließender Sturm und Erdrutsche brachten den Turm in Einsturzgefahr. Um das Bauwerk zu entlasten, wurde alles unnötige Material im Dezember 1980 entfernt und eine vorübergehende Laterne installiert, aber schließlich aufgegeben. Seitdem verfällt der Leuchtturm.
Zwei Jahre später wurde am 5. Juli 1982 am etwa 270 entfernt liegenden Walbeobachtungsturm Cabeça da Pontinha erneut ein vorübergehendes Leuchtsignal 6. Ordnung installiert. Dieser „neue“ Leuchtturm wurde automatisiert und im selben Jahr wiedereröffnet, schließlich 1987 eine Gaslaterne installiert, die mit Solarenergie betrieben wird.